# Йеденшпайген
Йеденшпайген (нем. Jedenspeigen) — ярмарочная коммуна (нем. Marktgemeinde) в Австрии, в федеральной земле Нижняя Австрия.
Входит в состав округа Гензерндорф. Население составляет 1113 человек (на 31 декабря 2005 года). Занимает площадь 23,22 км². Официальный код — 3 08 29.

## Политическая ситуация
Бургомистр коммуны — Райнхард Кридло (АНП) по результатам выборов 2005 года.
Совет представителей коммуны (нем. Gemeinderat) состоит из 19 мест.
- АНП занимает 12 мест.
- СДПА занимает 7 мест.